# Methanomethylicia
Methanomethylicia o Verstraetearchaeota es una clase de arqueas que habita en ambientes anóxicos con altos flujos de metano.
Estas arqueas codifican los genes requeridos para la metanogénesis metilotrófica y puede conservar la energía utilizando un mecanismo similar al propuesto para el H2 obligado. Methanomethylicia y Bathyarchaeia demuestran que la metanogénesis no es exclusiva de Methanobacteriota y que por lo tanto sería un metabolismo más antiguo de lo esperado.